# Carta del líder de Irán a los jóvenes de Europa y América del Norte
La Carta del líder de Irán a los jóvenes de Europa y América del Norte, una carta de Seyed Alí Jamenei a los jóvenes de Europa y América del Norte se ha compartido en internet. La carta del líder de Irán, el jueves, 22 del mes enero, al año 2015 se compartió en su sitio de Web, a cuatro idiomas, él pidió de los jóvenes occidentes que conozcan el Islam directamente. 
Alí Jamenei dice que su carta está dirigida a los jóvenes que aún pueden tener la mente abierta, no a los líderes occidentales que, escribe, distorsionan intencionalmente la verdad.
En el que les llama a conocer el islam sin prejuicio alguno y no confundir esa religión divina con la inventada por terroristas que alegan profesar el islam.

## Contenido

### Mensaje a los jóvenes
A raíz de las expresiones de islamofobia en Francia y otras naciones europeas, Jamenei señaló que se dirigía a las nuevas generaciones por creer que "podrían escribir la historia de esta actual interacción entre el Islam y Occidente con una conciencia más clara y con menos resentimiento".
Contrastó que, a diferencia de los líderes y autoridades gubernamentales de países occidentales que "conscientemente, han separado la política de la justicia y la verdad", en la juventud advierte que "el sentido de la búsqueda de la verdad es más vigoroso y persistente en sus corazones".
En un mensaje dirigido a los jóvenes de Europa y Norteamérica, Jamenei les pidió que "ganen una comprensión del Islam apropiada, correcta e imparcial".
Jamenei envió su mensaje en momentos que Francia aún trata de recuperarse de los ataques de extremistas islámicos, mientras que en Alemania se siguen celebrando manifestaciones antimusulmanes.
Alí Jamenei estima que la campaña de prensa contra el islam, hoy reactivada después de los atentados registrados en Francia, se basa en falsedades y conduce a la violencia. En este texto, muy alejado de la idea que alguien puede hacerse en Occidente sobre el Guía Supremo de la Revolución Islámica, Ali Jamenei no exhorta los jóvenes de Europa y de Norteamérica a la conversión sino a no dejarse manipular.

### Criticar a laislamofobia
Jamenei, criticó el miércoles a los líderes de Occidente por propagar la islamofobia.
Jamenei afirma que los países occidentales son responsables de la creación del llamado Estado Islámico, un grupo militante violento. También a menudo acusa a los medios de comunicación occidentales de tratar de provocar un conflicto sectario entre chiitas y sunitas. En su carta, Jamenei está preocupado acerca de cómo podrían haber sido utilizados los ataques de enero de 2015 París a manchar la reputación del Islam, mientras se dirigía a los jóvenes diciendo: "no permita que ellos [los países occidentales] para introducir hipócritamente sus propios terroristas reclutados como representantes del Islam". Esto es parte de una tendencia persistente que, él dice, se inició después de la desintegración de la Unión Soviética. "Este es un reto planificada de antemano entre el Islam y usted", escribió, a veinte años de largo esfuerzo "para poner este gran religión en el asiento de un enemigo horrible".
Él lamentó que la historia de Occidente esté llena de intentos por dañar la imagen de esa religión, "teñida de vergüenza por la esclavitud y el periodo colonial, y de pesar por la opresión a gente de color y no cristiana".

## La recepción de la carta
Jack Straw, ex Ministro de Exteriores de Reino Unido, dijo: “Esa misiva fue extraordinaria y de suma importancia, y fue publicada en un momento oportuno teniendo en cuenta la situación actual.”
Kevin Barrett, un doctorado Arabista-islamólogo, es uno de los críticos más conocidos de EE. UU. de la Guerra contra el Terror, dio la bienvenida a la llamada del líder iraní para el estudio objetivo del Islam él escribió: "Me alegro porque he compartido la carta del Líder de la Revolución Islámica de Irán, el ayatolá Seyed Alí Jamenei a los jóvenes occidentes y los digo que no acepten los actos islamofobias sino que ellos tienen que pensar libre e independiente sobre Islam".
Abdulá Aldahmeshi Investigaciones de Yemen ha resaltado la independencia y la libertad como el mensaje de la carta de Alí Jamenei y dijo: “Este mensaje salva a la humanidad de las garras del capitalismo.”
Charles Taliaferro, el prominente profesor y filósofo estadounidense dijo: “Occidentales aprecian percepción profunda de mensaje del Líder iraní sobre el Islam.”
Karim Sadjadpour, analista superior Irán en la Fundación Carnegie para la Paz Internacional, dijo que la carta es revelador de la de Jamenei "confianza desmesurada, cosmovisión dogmática, y complejo victimización." 
- Los opositores de la carta

Pero hay unas personas que no han aceptado los dichos de Alí Jamenei como:
Mahdi Sahar Khiz dijo: “Mi padre porque llamó a esta persona (Jamenei) como un dictador, se fue a cárcel.”
Y también Muhammad Nurizade dijo: “¡La carta de líder iraní es tan amistoso pero quería negar que no hay ningún ladrón en Irán y la gente viven en tranquilidad y están cómodo!”
Asimismo una persona que trabaja en una agencia de los cristianos dijo: “los jóvenes de Irán no quieren Ali Jamenei y no le escuchan, pues cómo ha escrito una carta para los jóvenes occidentes.”